# (500543) 2012 UX25
(500543) 2012 UX25 es un asteroide perteneciente al cinturón de asteroides, descubierto el 9 de noviembre de 2007 por el equipo del Mount Lemmon Survey desde el Observatorio del Monte Lemmon, Arizona, Estados Unidos.

## Designación y nombre
Designado provisionalmente como 2012 UX25.

## Características orbitales
2012 UX25 está situado a una distancia media del Sol de 2,997 ua, pudiendo alejarse hasta 3,354 ua y acercarse hasta 2,639 ua. Su excentricidad es 0,119 y la inclinación orbital 7,430 grados. Emplea 1895,13 días en completar una órbita alrededor del Sol.

## Características físicas
La magnitud absoluta de 2012 UX25 es 16,5. 